# De kleine zeemeermin (musical)
 De kleine zeemeermin  is een musical van Studio 100 gebaseerd op het sprookje De kleine zeemeermin van Hans Christian Andersen. Er werden twee versies van opgevoerd: in Vlaanderen van 31 maart 2004 tot en met 23 mei 2004 en in de Efteling van 17 november 2004 tot en met 28 maart 2005.

## Verhaal
Op een dag vergaat het schip van een prins. Iedereen verdrinkt behalve de prins zelf: hij wordt gered door Lize, een zeemeermin. De andere zeelui worden door de zeeheks Anne-moon betoverd tot verschillende zeedieren. Zij maken kennis met Lize en haar vader Neptunus, koning van de zee. Boven op het land is de prins wanhopig op zoek naar het meisje dat hem gered heeft. Hij wil met haar trouwen, maar hij heeft haar nooit gezien, alleen maar gehoord. Anne-moon krijgt hier lucht van en bedenkt een listig plan. Ze wil dat haar dochter met de prins trouwt, maar daarvoor heeft ze dus de stem van Lize nodig. Lize is ook smoorverliefd op de prins, maar kan het hem niet zeggen, want ze heeft geen benen. De heks stelt haar voor om haar benen te geven in ruil voor Lizes stem. Lize gaat akkoord. Ze maakt kennis met de prins, maar kan niet zeggen dat zij zijn redder was. De prins, die intussen ook kennis heeft gemaakt met Sanne-moon, de dochter van de heks, en de stem van Lize herkend geeft, is ervan overtuigd dat Sanne-moon hem heeft gered. Hij wil met haar trouwen. Intussen proberen de betoverde zeelui zo snel mogelijk de betovering te verbreken. Ze ontdekken dat Anne-moon haar toverkracht te danken heeft aan de eeuwige vlam. Wanneer deze uitgaat, worden alle betoveringen verbroken. Er is echter één probleem: de vlam wordt bewaakt door twee haaien. Ze slagen er toch in om de vlam uit te blazen, zodat alle betoveringen verbroken worden. Lize krijgt haar stem terug, maar ze is bang dat ze haar benen kwijt zal raken. Anne-moon vertelt haar echter dat ze oorspronkelijk benen heeft gehad. Zij was ooit als baby bij een andere scheepsramp omgekomen en Anne-moon heeft haar omgetoverd in een zeemeermin. Zij was de dochter van een andere koning en dus is zij een prinses. Lize zal uiteindelijk met de prins trouwen, waarna ze nog lang en gelukkig leefden.

## Liedjes

### Vlaanderen
- Zeven maal zeven
- Betoveringslied
- Wat een soep
- Geef me vleugels
- Verjaardagslied
- Wie o wie is zij?
- De eeuwige vlam
- Dit is liefde
- Waarom vind ik geen man?
- Geef mij je stem
- Ze is een mens
- Nachtegaal
- Je bent mijn maatje
- Ken je me nog?
- Ben je gek?
- Trek ten strijde
- Hoera hoera
- Dit is liefde (reprise)
- Dit is liefde/Geef me vleugels (reprise)

### Efteling
- Zeven maal zeven (door Prins, Guus en bemanning)
- Betoveringslied (door Annemoon)
- Hekserij (door Guus en bemanning)
- Geef me vleugels (door De Kleine Zeemeermin)
- De eeuwige vlam (door de Haaien)
- Verjaardagslied (door De Kleine Zeemeermin, Neptunus, Guus en ensemble)
- Dit is liefde (door De Kleine Zeemeermin en Prins)
- Waarom vind ik geen man? (door Sanne-moon)
- Geef mij je stem
- Ze is een mens
- Nachtegaal
- Je bent mijn maatje
- Ken je me nog?
- Ben je gek?
- Trek ten strijde
- Hoera hoera
- Geef me vleugels (reprise)
- Dit is liefde/Geef me vleugels (reprise)

## Cast

### Vlaanderen
| Personage            | Acteur | Understudy                                    |
| -------------------- | --- | --------------------------------------------- |
| De Kleine Zeemeermin | Free Souffriau | Helen Geets                                   |
| Prins                | Peter Stassen | Sam Verhoeven                                 |
| Koning Neptunus      | Luk D'Heu | Dimitri Verhoeven                             |
| Guust Langoust       | Peter Thyssen | Michaël Zanders                               |
| Annemoon             | Wendy Van Wanten | Hilde Weber                                   |
| Jeanne-Moon          | Britt Van Der Borght | Tine Brouwers                                 |
| Koning               | Dirk Lavrysen | Ben Van Hoof                                  |
| Afrodit              | Hilde Weber | Allison Spalding                              |
| Ensemble             | Tine Brouwers, Helen Geets, Petra Hanskens, Ben Van Hoof, Luk Moens, Michele Tesoro, Dimitri Verhoeven, Sam Verhoeven, Michaël Zanders, Allison Spalding, Peter Van Dosselaer | Swings: Allison Spalding, Peter Van Dosselaer |

### Efteling
| Personage            | Acteur | Understudy/Alternate                            |
| -------------------- | --- | ----------------------------------------------- |
| De Kleine Zeemeermin | Kim-Lian van der Meij / Kathleen Aerts (19 januari 2005-eind februari 2005)                                                                                         | Helen Geets (alternate)                         |
| Prins                | Joost de Jong | Norman van Huut                                 |
| Koning Neptunus      | Bart Poulissen | Ton Peeters                                     |
| Guus Garnaal         | Raymond Kurvers | Thijs van Aken                                  |
| Annemoon             | Mariska van Kolck | Kirsten Cools (alternate)                       |
| Sanne-Moon           | Lone van Roosendaal | Hetty Feteris (alternate)                       |
| Koning               | Dirk Lavrysen | Michaël Zanders                                 |
| Ensemble             | Ton Peeters, Thijs van Aken, Michaël Zanders, Steven Savelkoels, Robert Lissone, Norman van Huut, Helen Geets, Tine Brouwers, Francis van Druten, Annemarie Libbers | Swings: Luk Moens, Annemarie Libbers, Eva Roest |

## Crew
- Regie - Gert Verhulst
- Muziek - Johan Vanden Eede
- Tekst - Hans Bourlon, Danny Verbiest, Gert Verhulst
- Dialogen - Walter Van de Velde
- Koor- en orkestleiding - Steven Mintjens
- Choreografie en enscenering - Martin Michel
- Regie-assistent en casting - Chris Corens
- Kostuums - Arno Bremers
- Make-up en pruiken - Harold Mertens
- Decor - Piet De Koninck, Hartwig Dobbertin
- Licht - Luc Peumans
- Geluid - Walter Rothe

## Merchandise
- De versie van de Efteling werd door Studio 100 uitgegeven op dvd. De hoofdrol wordt gespeeld door Kathleen Aerts.[4]

'14-'18 · '40-'45 (België) · '40-'45 (Nederland) · De 3 Biggetjes · 3 Musketiers · Aida · Alice in Wonderland · A xXxmas Carola · Anatevka · Assepoester · Belle en het Beest · Billie Holiday · Bloedbroeders · The Bodyguard · Cabaret · Camelot · Cats · Chicago · Ciske de Rat · Cyrano de Bergerac · De Schone van Boskoop · Daens · Dirty Dancing · Doe Maar! · Domino · Doornroosje · Dracula · Drood · Elisabeth · Evita · Fame · De Finale · Flashdance · Foxtrot · Goodbye, Norma Jeane · Grease · Hair · High School Musical · De Jantjes · Jekyll & Hyde · Jersey Boys · Jesus Christ Superstar · Kadanza · De kleine zeemeermin · Koning van Katoren · Kruimeltje · Kuifje: De Zonnetempel · Kunt u mij de weg naar Hamelen vertellen, mijnheer? · The Last Five Years · Lelies · The Lion King · The Little Mermaid · Love Story · Lover of Loser · Mamma Mia! · De man van La Mancha · Mary Poppins · Les Misérables · Miss Saigon · Muerto! · De Muze van Rubens · My Fair Lady · On Your Feet! · Op hoop van Zegen · Oorlogswinter · The Passion · Pauline & Paulette · The Phantom of the Opera · Pinokkio · Red Star Line · Rembrandt · Robin Hood · Romeo en Julia, van Haat tot Liefde · De Rozenoorlog · Shhh...it happens! · Shrek · Soldaat van Oranje · Spring Awakening · De sprookjesmusical Klaas Vaak · Sneeuwwitje · The Sound of Music · Tarzan · Titanic · Turks fruit · Urinetown · De Vliegende Hollander · Wat Zien Ik?! · Wicked · The Wild Party · The Wiz · Wickie de viking de musical
    Portaal Musical